# Greys
Greys ou cinzentos (também referenciados por "Roswell Greys", "Greys" ou "Grays") são supostos seres não humanos amplamente associados ao fenômeno da abdução, recebem este nome em função da sua cor de pele.
Em torno de metade de todos os relatos de avistamentos nos Estados Unidos são descritos como Grey. A origem dos Greys é comumente associada ao Caso Roswell e a reivindicação da abdução de Betty e Barney Hill.
Esses seres são estudados no ramo da Ufologia e Exobiologia, mas nunca foram capturados ou avistados oficialmente. Além do mais, coleta de informações sobre tais seres provêm das mais variadas fontes, incluindo: ufólogos, abduzidos, contactados, informantes, hipnose, médiuns, psicofonia, psicografia, dentre tantas outras.

## Aparência
Segundo a Ufologia, greys ou grays são seres não humanos que possuem como características principais baixa estatura (algo como 1,30 metro), cor da pele variando entre acinzentada a amendoada, olhos grandes e negros, boca fina e narinas mínimas, corpo desproporcionalmente pequeno e raquítico com relação ao tamanho da cabeça e mãos como garras com três ou quatro dedos. Os Greys seriam oriundos do sistema Zeta Reticuli.

## Na cultura popular
Comumente descritos por pessoas ao redor do mundo, em casos de abdução por estes, como seres frios que fazem testes nas pessoas abduzidas, como coleta de material biológico, como sangue, sêmen, muco, ou até mesmo experiências sexuais.

## Dissertações
Oficialmente, a Ciência não reconhece a existência de tais seres e nem os governos mundiais, uma vez que a ciência tende a encarar as afirmações da ufologia com absoluto ceticismo.
Evidências de que tal espécie esteja atuando na Terra, além é claro dos avistamentos, são os inúmeros casos de abdução e os casos de mutilação de gado ou cattle mutilation em inglês.
Quando se fala sobre vida inteligente fora da Terra existe uma grande divergência de opiniões porque: há quem entenda que é impossível haver vida inteligente fora do planeta; outros entendem que pode existir, mas que tal vida não poderia chegar até aqui devido às grandes distâncias do Universo; a última acredita que eles existem e que podem sim, chegar até nosso planeta com suas naves.
Casos ao redor do mundo sobre a aparição destes seres são geralmente refutados pela Ciência, equiparando esses tipos de seres a seres mitólogicos, existentes apenas no imaginário das pessoas. Porém, pessoas pelo mundo todo descrevem experiências relativas e muitas necessitaram até mesmo de ajuda psicológica para superar o trauma que descrevem no hipotético contato com os referidos seres.
Como as demais supostas "raças extraterrestres", são tidos por alguns grupos cristãos como espíritos angélicos, os chamados "anjos decaídos", compondo grupos ou potestades distintas, onde os iguais agrupam-se nos mesmos grupos; no caso aqui, o grupo dos "aliens greys". Na realidade, segundo esses grupos cristãos, são espíritos reais que, se aproveitando da natureza mitológica dos Greys, estão comprometidos com a disseminação da doutrinação esotérica ligada à Nova Era, com elementos doutrinários antagônicos e contrários aos ensinos de Jesus Cristo, apresentados nos quatro Evangelhos do Novo Testamento. Mas sua aparência real e seu objetivo final verdadeiro é completamente o oposto do apresentado.

## O que dizem os contactados
De acordo com o contactado Alex Collier que desde os anos 90 veio a público alegando manter contato com extraterrestres de Andrômeda (nórdicos), os Greys alimentam-se da energia vital que irradia do corpo humano e não possuem qualquer tipo de sentimento. Ainda segundo Alex, a influência dos Greys no nosso planeta é maligna. Ele diz:
| “ | A agenda Grey é criar uma raça de escravos que está atualmente em pleno andamento para fins de controle, serviços físicos e trabalho, aquisição da energia sexual como uma fonte de material alimentar, para mais experimentos híbridos e como material biológico. Aparentemente, eles se alimentam de energia. Se duas pessoas estão lutando, por exemplo, nós criamos um monte de energia. Eles podem se alimentar dessa energia. Sempre que há guerras em curso, há muita atividade "óvni" se alimentando da energia do medo. Também, eles estão fazendo uma extensiva pesquisa sobre as capacidades do cérebro humano e a natureza da alma. | ” |

Outros estudiosos e contactados (como Lyssa Royal) afirmam que o que eles não possuem são emoções. Ao se basear nas informações desses vários informantes, contatados, pesquisadores e canalizadores, a conclusão parece ser de que há um consenso sobre os Greys serem uma raça de escravos de um ‘‘consórcio’’ bem maior. Esse Consórcio seria um conjunto de raças extraterrestres 'regressivas' (malígnas) de diversos sistemas estelares, tanto humanos quanto reptilianos. A expressão "Grupo de Órion" tem sido um dos termos utilizado para denominá-los; o que não implica que todas essas raças são da constelação de Órion. Vale ressaltar que segundo os informantes (como por exemplo William Cooper, ex-assessor de Inteligência da Marinha dos EUA), canalizadores (como por exemplo Lyssa Royal) e contactados (Alex Collier e Adrian) os Greys mais 'regressivos' estariam vindo de Sirius e Betelgeuse ao invés de Zeta Reticuli. O escritor e pesquisador Valdamar Valerian ficou bastante conhecido nos anos 90 por disseminar essas ideias junto a Alex Collier.
Ainda nessa corrente de pensamento, dizem que existem várias subespécies Grey. Os originais (vindos de Zeta Reticuli) seriam aqueles altos, pele pálida e/ou acinzentada e 'narigudos' enquanto que os pequeninos são aqueles modificados geneticamente para fazerem o trabalho duro, principalmente em atmosferas de oxigênio (ou então para atuarem na nossa dimensão como alegam as contactadas Laura Knight-Jadczyk e Lyssa Royal). São clones sintéticos ou algo assim.

## Objetivo
Segundo o que é largamente difundido na ufologia, tanto científica quanto esotérica (o que pode envolver canalizações, psicografias e até mesmo incorporações com as próprias entidades ETs), o objetivo dos Greys seria mesclar sua genética com a nossa para produzirem corpos melhorados para si próprios. Em casos onde a vítima seja do sexo feminino, teríamos um exemplo onde ela seria fecundada com a sêmen Grey. Após alguns meses de gestação (casos demonstram que não mais do que 4 meses), o feto é retirado pelos ETs e a gravidez cessa subitamente. Há supostos casos nos quais a vítima é levada a conhecer o híbrido que ajudou a gerar.
Casos semelhantes também envolvem homens que são instigados a manterem relações sexuais com ETs fêmeas. Isso tudo deixa implícito o programa de hibridização Grey, como mencionado acima, no qual procuram misturar nosso DNA com o deles. Supostamente objetivando desenvolver corpos mais aperfeiçoados para si que possam se reproduzir e sofrer sensações e emoções; características que parecem ter perdido há muito tempo.